# Hochschule für Finanzen Rheinland-Pfalz

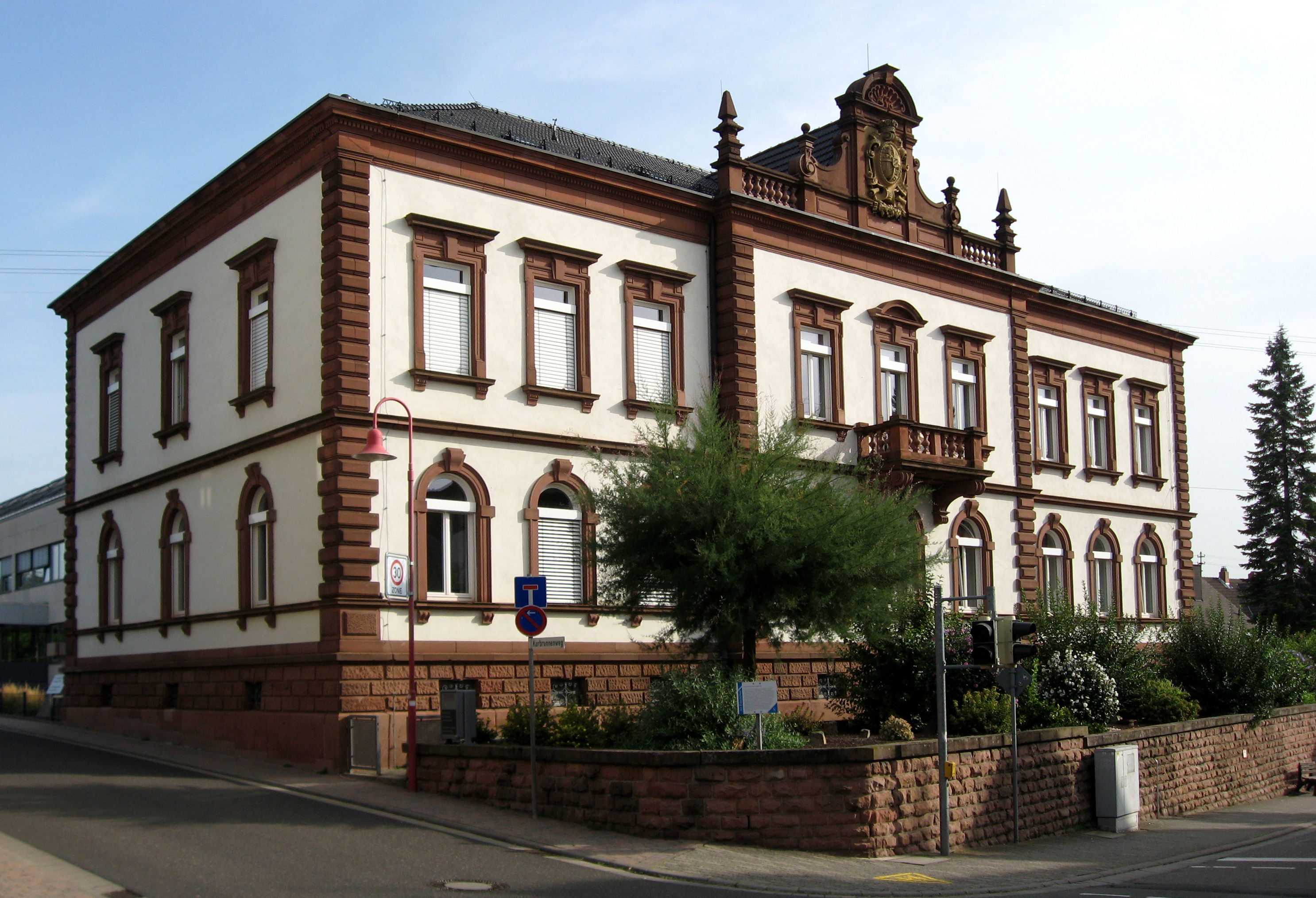
Gebäude der Hochschule für Finanzen

Die Hochschule für Finanzen in Edenkoben ist die verwaltungsinterne Fachhochschule des Landes Rheinland-Pfalz. Sie untersteht dem Landesamt für Steuern (LfSt) Koblenz.

## Lage und Räumlichkeiten
Die Räumlichkeiten der Hochschule befinden sich in der Luitpoldstraße mitten im Zentrum Edenkobens. Ab 1898 diente der Standort einem Amtsgericht; nördlich von diesem befand sich ein Gefängnis. Letzteres wurde 1972 abgerissen und zwei Jahre später durch ein neues Bauwerk ersetzt.

## Geschichte
Die Hochschule wurde 1981 gegründet und bezog die Räumlichkeiten des früheren Amtsgerichts einschließlich des Neubaus von 1974, der seither den Standort der Finanzschule Rheinland-Pfalz bildet. Seit 1981 sind beide Einrichtungen dort parallel untergebracht. Neben dem eigentlichen Studium dient sie ebenso der Fortbildung von Steuerbeamten. Im Zeitraum von 2009 bis 2011 erfolgte ein Umbau des Gebäudes.
Seit dem 1. Februar 2015 heißt sie Hochschule für Finanzen Rheinland-Pfalz. Bis zu diesem Datum hieß sie Fachhochschule für Finanzen Rheinland-Pfalz.

## Studiumsverlauf
Die Hochschule bildet in einem berufsintegrierten, dreijährigem Studium die künftigen Beamtinnen und Beamten des gehobenen nichttechnischen Dienstes der rheinland-pfälzischen und saarländischen Finanzverwaltung aus. Es teilt sich in Studien- und Praxisphasen an Finanzämtern auf und schließt mit dem akademischen Grad Diplom-Finanzwirt (FH) ab.

## Theater
Einige Dozenten der Hochschule gründeten im Jahr 2005 die Theatergruppe total besteuert, welche anfänglich jährlich, mittlerweile im Zwei-Jahres-Rhythmus, Stücke verschiedener Autoren darbietet.